# 国旗及び国歌に関する法律
国旗及び国歌に関する法律（こっきおよびこっかにかんするほうりつ、平成11年8月13日法律第127号）は、国旗・国歌に関する日本の法律である。通称は国旗・国歌法。
国旗を「日章旗」、国歌を「君が代」と規定するものである。なお、日本で法律で国旗や国歌について規定したのは本法が最初である。

所管官庁は当初総理府大臣官房総務課とされたが、2001年（平成13年）の中央省庁再編で内閣府大臣官房総務課に移管された。ただし、商船旗としての国旗は船舶法6条を根拠として運輸省海上交通局総務課（現・国土交通省海事局総務課）、民間航空機の国籍を示すため機体に表記される国旗については航空法57条の定めにより運輸省航空局国際航空課の所管であるため、公布にあたっては別記に第84代内閣総理大臣小渕恵三と第73代運輸大臣川崎二郎の2人の名前が付された。
1999年（平成11年）8月13日に公布、即日施行された。

## 構成
国旗・国歌法は本則2条、附則3項、別記2により構成される法律である。
- 第1条 国旗は、日章旗とする。
- 第2条 国歌は、君が代とする。
- 附則 施行期日の指定、商船規則（明治3年太政官布告第57号）の廃止、商船規則による旧形式の日章旗の経過措置。
- 別記 日章旗の具体的な形状、君が代の歌詞・楽曲。

## 経緯
1999年（平成11年）
- 6月11日 「国旗及び国歌に関する法律案」（所管・総理府本府）が閣議決定され、閣法第115号として衆議院に提出（併せて参議院に予備審査のため送付）される。
- 6月29日 衆議院本会議において内閣官房長官野中広務が趣旨説明。衆議院内閣委員会（委員長・二田孝治）に付託
- 7月1日 衆議院内閣委員会において内閣官房長官野中広務が趣旨説明
- 7月6日 沖縄県那覇市、広島県広島市において地方公聴会開催
- 7月7日 北海道札幌市、石川県金沢市において地方公聴会開催
- 7月8日 衆議院内閣委員会において中央公聴会開催（公述人:慶應義塾大学法学部教授・弁護士・小林節、関西大学文学部講師・上杉聰、エッセイスト・林四郎、日本大学法学部教授・百地章、東京都立大学前総長・名誉教授・山住正己、障害児を普通学校へ全国連絡会世話人・元中学校教師・北村小夜）
- 7月16日 衆議院内閣委員会において参考人意見聴取（参考人:元長野オリンピック儀典アドバイザー・吹浦忠正、作曲家・中田喜直、國學院大學文学部教授・文学博士・阿部正路、京都産業大学日本文化研究所所長・所功、全日本教職員組合中央執行委員長・山口光昭、東京大学名誉教授・フェリス女学院大学名誉教授・弓削達）
- 7月21日 衆議院内閣委員会文教委員会連合審査会が開催される。衆議院内閣委員会において河村たかしほか4名から「国旗及び国歌に関する法律案に対する修正案」（題名を国旗法とし国歌に関する条項を削る内容）が提出され、起立少数により否決の後、原案が起立多数により可決。菅直人ほか2名から「国旗及び国歌に関する法律案に対する修正案」が本会議に提出される。
- 7月22日 衆議院本会議で、菅直人ら提出の修正案が起立少数で否決された後、原案を記名投票により採決。投票総数489、賛成403、反対86で可決。参議院に送付
- 7月28日 参議院本会議において内閣官房長官・野中広務が趣旨説明。参議院国旗及び国歌に関する特別委員会（委員長・岩崎純三）に付託
- 7月29日 参議院国旗及び国歌に関する特別委員会において内閣官房長官野中広務が趣旨説明
- 8月3日 参議院国旗及び国歌に関する特別委員会において参考人意見聴取（参考人:東京大学大学院総合文化研究科教授・石田英敬、武蔵野女子大学教授・杉原誠四郎、明星大学人文学部教授・感性教育研究所所長・高橋史朗、中央大学教授・東京大学名誉教授・前日本教育学会会長・堀尾輝久）
- 8月4日 宮城県仙台市、愛知県名古屋市において地方公聴会開催
- 8月6日 参議院国旗及び国歌に関する特別委員長・岩崎純三が委員辞任。後任の委員長に筆頭理事・鴻池祥肇が互選される。
- 8月9日 参議院国旗及び国歌に関する特別委員会において中央公聴会開催（公述人:埼玉大学教養学部教授・長谷川三千子、新潟国際情報大学教授・石川眞澄、財団法人日本オリンピック委員会副会長・上田宗良、日本高等学校教職員組合中央執行委員長・升井勝之）。江田五月から「国旗及び国歌に関する法律案に対する修正案」が同委員会に提出され、挙手少数により否決の後、原案が挙手多数により可決。参議院本会議で、峰崎直樹ほか1名から「国旗及び国歌に関する法律案に対する修正案」が提出され、ボタン式投票により採決。投票総数239、賛成54、反対185で否決された後、原案をボタン式投票により採決。投票総数237、賛成166、反対71で可決。奏上。
- 8月13日 公布・即日施行

2001年（平成13年）
- 1月1日 中央省庁再編に伴い、所管庁が総理府から内閣府（大臣官房総務課）、および運輸省から国土交通省（海上交通局→海事局総務課および航空局国際航空課）にそれぞれ変更。

## 決議
原案への賛成は自由民主党、自由党、公明党の与党3党及び民主党の一部による。民主党は本案の採決において党議拘束を外している。

### 議事関係
- 内閣総理大臣：小渕恵三
- 内閣官房長官：野中広務
- 衆議院議長：伊藤宗一郎
- 衆議院副議長：渡部恒三
- 参議院議長：斎藤十朗
- 参議院副議長：菅野久光

### 衆議院
採決：1999（平成11）年7月22日
投票総数：489（賛成：403、反対：86）
- 賛成　
  - 自由民主党
  - 自由党（本法案の成立に尽力し、数か月後に防衛政務次官に就任した新風党友の西村眞悟含む）
  - 公明党（無所属の旭道山和泰含む統一会派）
  - 改革クラブ（石田勝之含む。公明党と統一会派）
  - さきがけ（武村正義・園田博之）
  - 無所属（笹木竜三・土屋品子・栗本慎一郎・中村喜四郎）
  - 民主党
    - 安住淳、伊藤英成、石井一、上田清司、岡田克也、奥田建、鹿野道彦、鍵田節哉、川内博史、川端達夫、神田厚、北橋健治、熊谷弘、玄葉光一郎、木幡弘道、古賀一成、今田保典、佐藤敬夫、島聡、島津尚純、城島正光、仙谷由人、田中慶秋、田中甲、高木義明、玉置一弥、樽床伸二、中川正春、中野寛成、中山義活、永井英慈、羽田孜、畑英次郎、鳩山由紀夫、平野博文、藤田幸久、藤村修、古川元久、堀込征雄、前田武志、松崎公昭、松沢成文、吉田治、吉田公一、渡辺周
- 反対
  - 民主党
    - 赤松広隆、伊藤忠治、家西悟、池田元久、池端清一、石毛鍈子、石橋大吉、岩國哲人、岩田順介、上原康助、生方幸夫、枝野幸男、小沢鋭仁、大畠章宏、海江田万里、金田誠一、河村たかし、菅直人、北村哲男、桑原豊、小平忠正、小林守、五島正規、近藤昭一、佐々木秀典、佐藤謙一郎、坂上富男、末松義規、辻一彦、土肥隆一、中桐伸五、中沢健次、葉山峻、鉢呂吉雄、原口一博、日野市朗、肥田美代子、福岡宗也、細川律夫、前原誠司、松本惟子、松本龍、山元勉、山本譲司、山本孝史、横路孝弘

  - 日本共産党
  - 社会民主党・市民連合（土井たか子、村山富市、辻元清美、横光克彦ら)
- 棄権・欠席
  - 民主党
    - 石井紘基

  - 無所属
    - 中田宏

### 参議院
採決：1999（平成11）年8月9日
投票総数：237（賛成：166、反対：71）
- 賛成
  - 自由民主党
  - 自由党
  - 公明党
  - 改革クラブ（浜田卓二郎）
  - 民主党・新緑風会
    - 足立良平、浅尾慶一郎、石田美栄、今泉昭、海野徹、江本孟紀、北澤俊美、小林元、小山峰男、佐藤雄平、寺崎昭久、直嶋正行、長谷川清、平田健二、広中和歌子、本田良一、松田岩夫、柳田稔、吉田之久、和田ひろ子

  - 参議院の会（水野誠一ら）さきがけ（奥村展三）
  - 他（西川きよしら）
- 反対
  - 民主党・新緑風会
    - 朝日俊弘、伊藤基隆、今井澄、江田五月、小川勝也、小川敏夫、岡崎トミ子、川橋幸子、久保亘、郡司彰、小宮山洋子、輿石東、佐藤泰介、齋藤勁、桜井充、笹野貞子、高嶋良充、竹村泰子、谷林正昭、千葉景子、角田義一、福山哲郎、堀利和、前川忠夫、松崎俊久、円より子、峰崎直樹、本岡昭次、簗瀬進、山下八洲夫、藁科滿治

  - 日本共産党
  - 社会民主党・護憲連合（福島瑞穂・田英夫ら）
  - 他（佐藤道夫・中村敦夫ら）
- 棄権・欠席
  - 民主党・新緑風会
    - 勝木健司、木俣佳丈、内藤正光、藤井俊男、松前達郎

## 背景
明治憲法下では、国旗については商船規則（明治3年太政官布告第57号、s:郵船商船規則）に根拠があったものの、国歌は法的根拠がなかった。
1968年（昭和43年）の明治100年記念事業の一環として、政府内で元号法と共に国旗・国歌の法制化を行おうという機運が高まった。
天皇が明仁（現・上皇）に代わった後の1996年（平成8年）頃から、公立学校の教育現場において、文部省（現・文部科学省）の指導で、日章旗（日の丸）の掲揚と同時に、君が代の斉唱が事実上、義務づけられるようになった。しかし、日教組などの反対派は「昭和憲法第19条が定める思想・良心の自由に反する」と主張して、社会問題となった。
- 埼玉県立所沢高等学校では、卒業式・入学式での日章旗と君が代の扱いを巡る問題が生じ、1996年（平成8年）より数年にかけて、教育現場及び文部省を取り巻く関係者に議論を呼んだ。
- 1999年（平成11年）には、広島県立世羅高等学校校長が卒業式前日に自殺した。君が代斉唱や日章旗掲揚に反対する教職員と文部省の通達との板挟みになっていたからである[2]。

これらを1つのきっかけとして法制化が進み、本法が成立した。
当時現職だった第84代内閣総理大臣小渕恵三は、1999年（平成11年）6月29日の衆議院本会議において、日本共産党書記局長志位和夫（現・議長）の質問に対し以下の通り答弁した。
一方、当時旧文部省教育助成局長だった矢野重典は同年8月2日の参議院国旗・国歌特別委員会で、公立学校での日章旗掲揚や君が代斉唱の指導について「教職員が国旗・国歌の指導に矛盾を感じ、思想・良心の自由を理由に指導を拒否することまでは保障されていない。公務員の身分を持つ以上、適切に執行する必要がある」と表明している。